# Ахтисаари, Мартти
Ма́ртти О́йва Ка́леви А́хтисаари (фин. Martti Oiva Kalevi Ahtisaari; 23 июня 1937[…], Виипури — 16 октября 2023, Хельсинки) — Президент Финляндии (1994—2000), финский дипломат, сотрудник ООН. Лауреат Нобелевской премии мира (2008).

## Биография

Герб Мартти Ахтисаари как кавалера шведского ордена Серафимов

Родился в Выборге, в семье финского офицера норвежского происхождения. В ходе Советско-финской войны 1939—1940 годов его семья переехала в Куопио, а в 1952 году — в Оулу. Закончил заочное педагогическое отделение Оулуского университета в 1959 году.
В Оулу вступил в YMCA и в 1960 году уехал в Карачи (Пакистан), возглавив там школу физического воспитания YMCA. В 1963 году вернулся в Финляндию, в Хельсинки, где поступил в политехникум и работал в организациях, оказывающих помощь развивающимся странам.
В 1965 году стал сотрудником МИД Финляндии. В 1973 году назначен послом страны в Танзании (1973—1976), а в 1975—1976 годах также являлся послом в Замбии, Сомали и Мозамбике. В 1977—1981 годах — специальный представитель Генерального секретаря ООН в Намибии.
С 1978 года Ахтисаари работает в штаб-квартире ООН в Нью-Йорке, занимая ответственные посты в этой организации.
В марте 1989 года возглавил миссию ООН в Намибии. За его заслуги в становлении независимости страны удостоен звания почётного гражданина Намибии.
Возглавлял деятельность ООН по преодолению последствий войны 1991 года в Ираке (операция «Буря в пустыне»).
С сентября 1992 по апрель 1993 года возглавлял рабочую группу ООН в по урегулировании ситуации в Боснии и Герцеговине.
В 1993 году вступил в Социал-демократическую партию Финляндии, которая выдвинула его кандидатом на президентских выборах 1994 года.
В 1994 году стал первым президентом Финляндии, избранным в ходе прямых всенародных президентских выборов. Во время его президентства Финляндия вступила в Евросоюз (1995).
23 июля 1995 года получил от Всемирной Ассоциации Эсперанто Премию имени Заменгофа — за «значительный вклад в укрепление мира и международного взаимопонимания, в соответствии с идеалами Л. Л. Заменгофа».
В 1999 году представлял ЕС на переговорах НАТО, Евросоюза и России с руководством Югославии. В июне, после 11 недель бомбардировок НАТО, вместе со спецпредставителем президента России в Югославии Виктором Черномырдиным добился подписания президентом Югославии Слободаном Милошевичем условий НАТО по прекращению конфликта. В 2000 году в Хельсинки состоялась презентация его книги «Миссия в Белграде», в которой он рассказывает об этом событии.
После шести лет на посту президента вернулся к миротворческой деятельности.
С 2000 года является независимым членом совета директоров финской лесопромышленной компании UPM-Kymmene. Член аудиторского комитета. Руководил созданной им независимой внеправительственной организацией Crisis Management Initiative (Инициатива кризисного управления).
В сентябре 2003 года решением Генерального секретаря ООН возглавил экспертную группу по вопросам безопасности сотрудников этой организации в Ираке. В октябре группа представила в Нью-Йорке доклад с резкой критикой мер по охране представительств ООН в мире. Личный посланник председателя ОБСЕ в Центральной Азии.
В ноябре 2005 года был назначен специальным посланником Генерального секретаря ООН в Косово, а в августе 2012 года рассматривался как кандидат на должность специального посланника ООН по урегулированию сирийского кризиса.
В августе 2012 года постоянный представитель России при ООН Виталий Чуркин заявил, что назначение экс-президента Финляндии Мартти Ахтисаари на должность спецпосланника ООН и Лиги арабских государств в Сирии вместо уходящего Кофи Аннана — неприемлемое решение. «Это исключено», — заявил Чуркин, пояснив, что Ахтисаари находится в «глубокой отставке».
24 марта 2020 года стало известно, что Мартти Ахтисаари заразился коронавирусом.
Умер 16 октября 2023 года в возрасте 86 лет в Хельсинки.

## Критика

### Миссия ООН в Намибии
Хотя Ахтисаари и был удостоен звания почётного гражданина Намибии, первый президент Намибии Сэм Нуйома (Sam Nujoma) в своей опубликованной в 2001 году автобиографии выступил с резкой критикой действий Ахтисаари в Намибии.

### Поддержка бомбардировок Югославии
В июне 1999 года югославская газета «Недельни телеграф» со ссылкой на Слободана Милошевича опубликовала подробности переговоров Виктора Черномырдина и Мартти Ахтисаари с президентом Югославии: «Ахтисаари начал заседание со следующего заявления: „Мы собрались здесь вовсе не для обсуждения или для переговоров…“ Милошевич взял документы и спросил: „Что произойдёт, если мы не подпишем?“ В ответ Ахтисаари отодвинул с центра стола вазу с цветами и красноречиво провёл ладонью по полированной поверхности: „Белград будет как этот стол. Мы сразу начнём ковровые бомбардировки Белграда“. Повторив свой жест, Ахтисаари угрожающе повторил: „Это будет происходить с Белградом“. Минута тишины, и затем он добавил: „Менее чем через неделю будет полмиллиона погибших“».

### Обвинение в коррупции
Является автором так называемого «плана Ахтисаари», описывающего процесс отделения сербской провинции Косово. По мнению экспертов[каких?], целый ряд положений плана, разработанного Мартти Ахтисаари, противоречит Уставу ООН и резолюции Совета Безопасности ООН № 1244. В прессе распространены обвинения, со ссылкой на германскую разведслужбу BND, что за разработку и продвижение данного плана Ахтисаари получил крупную взятку от косовских сепаратистов.

## Нобелевский лауреат

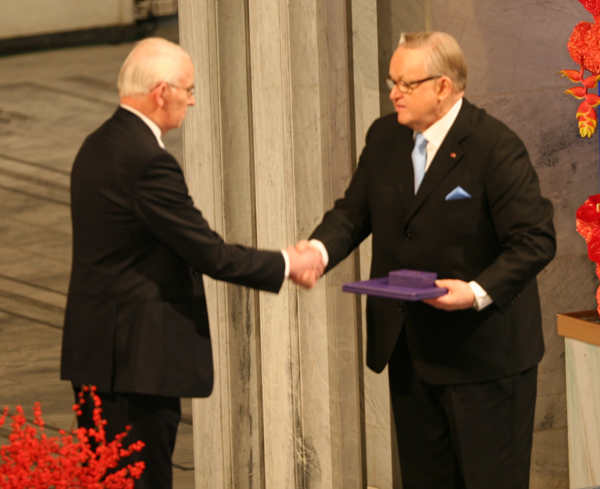
Норвежский политик Ole Danbolt Mjøs вручает Мартти Ахтисаари Нобелевскую премию мира. Норвегия, Осло, городская ратуша, 10 декабря 2008 года

В октябре 2008 года стал лауреатом Нобелевской премии мира «за важные усилия в разрешении международных конфликтов на нескольких континентах на протяжении более трех десятилетий». Министр иностранных дел Финляндии Александр Стубб назвал день вручения премии «историческим днём для Финляндии».
Вместе с тем ряд российских и зарубежных политиков и СМИ осудили решение о присуждении премии, считая его политически мотивированным. Как заявил глава международного комитета Госдумы РФ Константин Косачёв, это «абсолютно политизированное решение, которое не способствует авторитету этой нобелевской премии». О политическом характере премии заявил также бывший посол Югославии в Москве Борислав Милошевич. Ахтисаари отказался подписать письмо нобелевских лауреатов мира китайскому правозащитнику Лю Сяобо, который также является обладателем этой премии.

## Семья

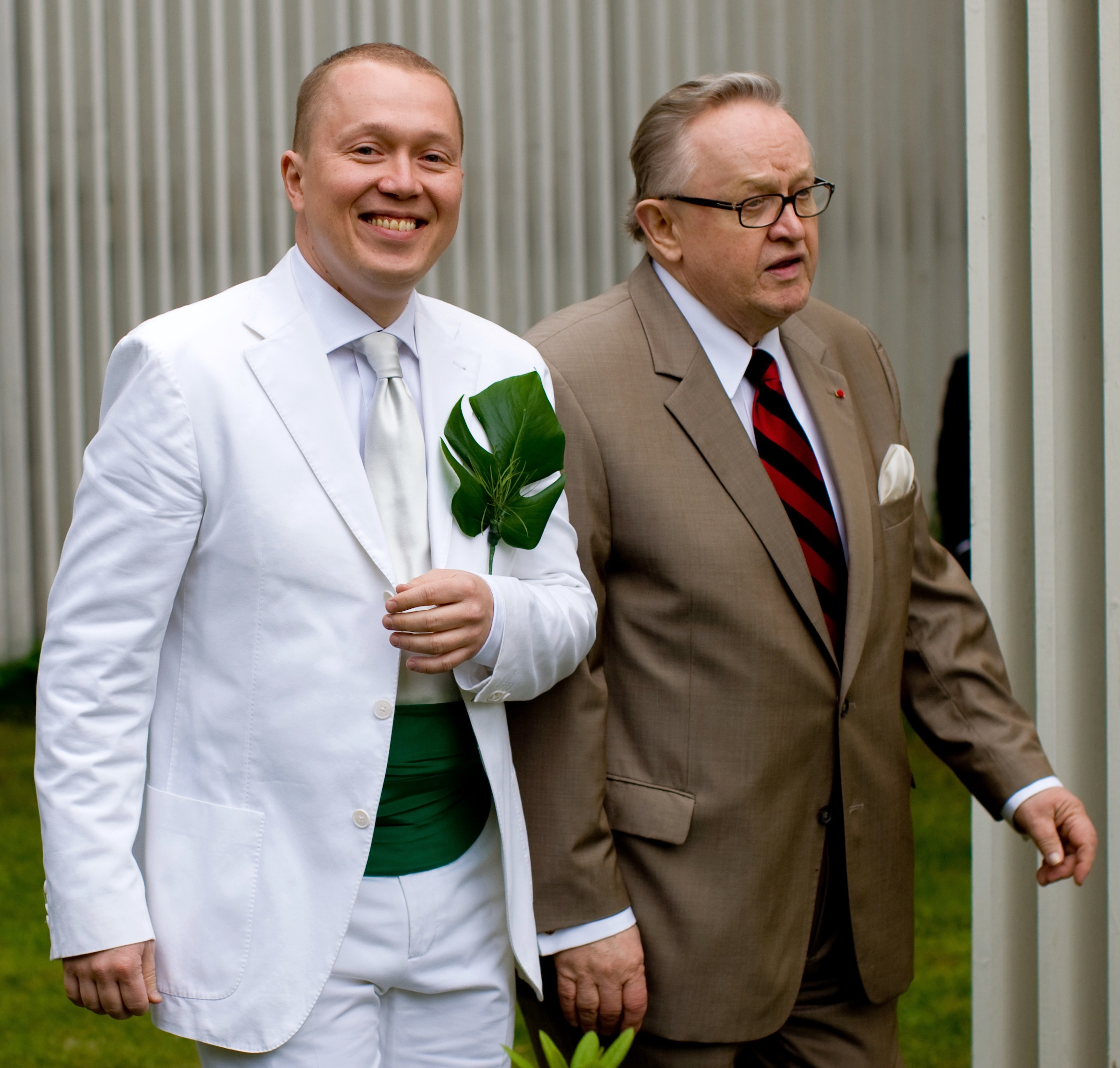
Мартти Ахтисаари и его сын Марко (на свадьбе у Марко). 14 июня 2008 г.

- Жена — Ээва Ахтисаари (урождённая Хювяринен; род. 18 июня 1936, Варкаус), в браке с 1968 года. 21 марта 2020 года у неё была диагностирована коронавирусная инфекция COVID-19. Она могла заразиться вирусом во время концерта в честь Международного женского дня, прошедшего в Доме музыки в Хельсинки[22]. 24 марта 2020 года коронавирус был выявлен у самого экс-президента Мартти Ахтисаари[23]. 14 апреля канцелярия президента Финляндии сообщила, что у экс-президента и его жены (после лечения) тесты на коронавирус дали отрицательные результаты[24].
- Сын — Марко (Marko) Ахтисаари, родился в Хельсинки в 1969 году. Изучал экономику, философию и музыку в Колумбийском университете в Нью-Йорке. С февраля 2012 года назначен директором по дизайну концерна, а также членом Совета директоров Nokia[25].